# Gars de Pest
 (juin 2025).
Si vous disposez d'ouvrages ou d'articles de référence ou si vous connaissez des sites web de qualité traitant du thème abordé ici, merci de compléter l'article en donnant les références utiles à sa vérifiabilité et en les liant à la section « Notes et références ».

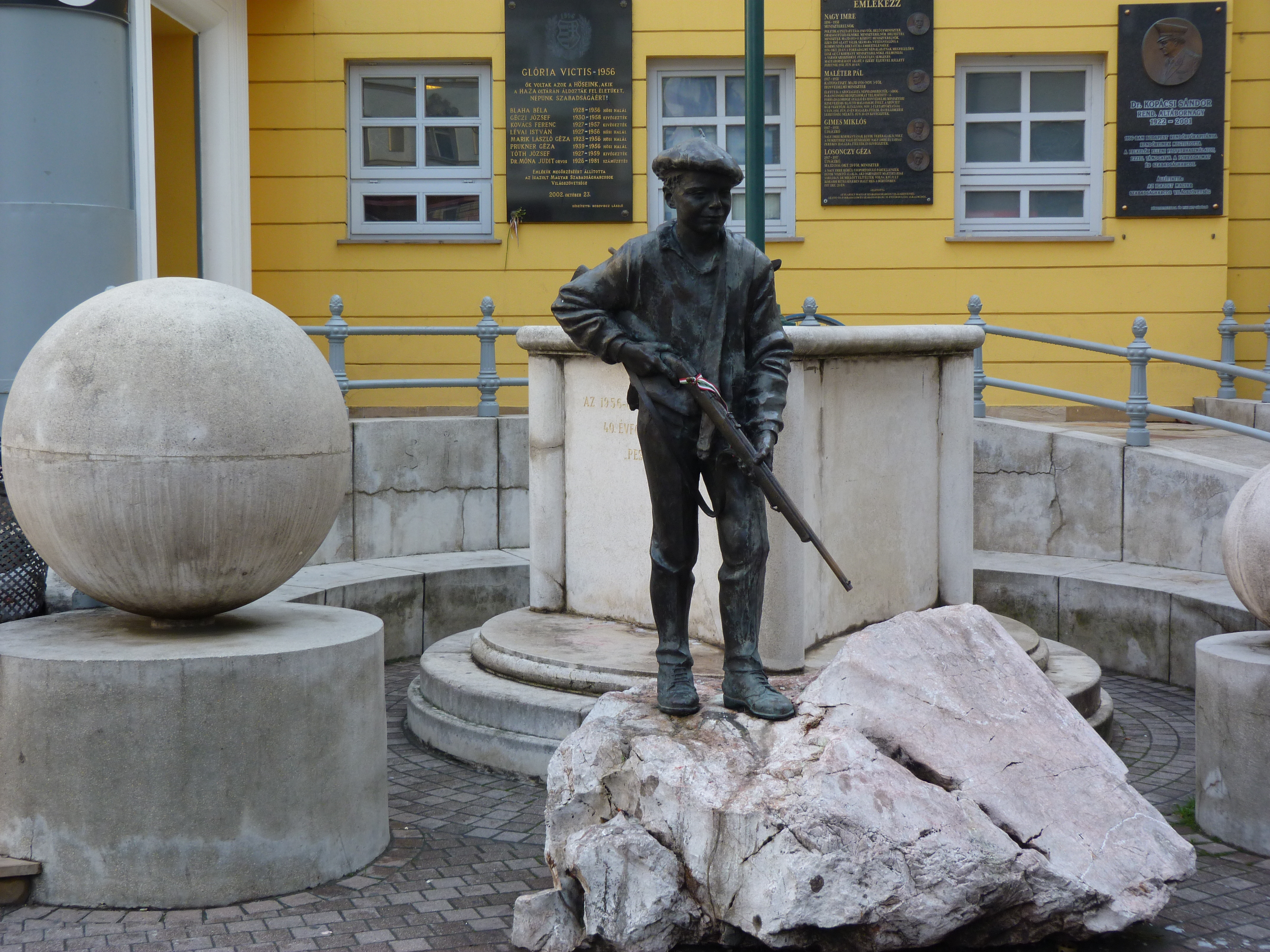
Gars de Pest, statue de Lajos Győrfi (1996), sur le Corvin-köz (8e arrondissement de Budapest).

Le gars de Pest (en hongrois : pesti srác) est une expression familière pour désigner, à l'instar du titi parisien, l'enfant des rues de Pest, entré dans la mémoire collective hongroise au cours de l'insurrection de 1956. Durant la période kadarienne (1956-1988), le gars de Pest, issu des quartiers populaires de Ferencváros, est assimilé à la figure du hooligan.